# Шаховськой Олександр Олександрович
Олекса́ндр Олекса́ндрович Шаховсько́й  (24 квітня 1777 , Смоленська губернія, Російська імперія — 22 січня 1846, Москва, Російська імперія) — князь, російський письменник, драматург і театральний діяч, академік РАН (1810).

## Біографія
О. О. Шаховськой народився 24 квітня 1777 року в Смоленській губернії.
Закінчив повний курс Шляхетного пансіону при Московському університеті — навчального закладу для хлопчиків з богатих сімей.
Є автором понад 100 театральних творів, зокрема маловартісних водевілів з українського життя: «Актер у себя на родине», «Украинская невеста» і найпоширеніший «Козак-стихотворец» (1812), що затримався в репертуарі тогочасних театрів понад 50 років. Його повість «Маруся, малороссийская Сафо» була опублікована в збірнику «Сто русских литераторов» 1839 р. Очевидно, при створенні повісті автор брав до уваги фольклорні, різної міри історичної достовірності джерела, в тому числі пісню «Ой не ходи Грицю та й на вечорниці». Сюжетні мотиви, пов'язані з цим фольклорно-історичним комплексом, знайшли відбиття в творчості, крім В. Самійленка, багатьох українських письменників — К. Тополі, В. Александрова, Г. Бораковського, О. Кобилянської, І. Хоменка, Л. Забашти, Л. Костенко та інших.
З гострою критикою проти спотворення української мови та звичаїв у його водевілях виступив журнал «Український вісник».
Помер 22 січня 1846 року. Похований на кладовищі Новодівочого монастиря.